# سیارک ۱۵۸۹۸
سیارک ۱۵۸۹۸ (به انگلیسی: 15898 Kharasterteam، نامگذاری:1997QP) پانزده هزار و هشتصد و نود و هشتمین سیارک کشف شده‌است که در ۲۶ اوت ۱۹۹۷ کشف شد.
قدر مطلق سیارک برابر ۱۳٫۳۰ است.